# Scaphoideus dellagiustinai
Scaphoideus dellagiustinai är en insektsart som beskrevs av Webb och Chandrasekhara A. Viraktamath 2007. Scaphoideus dellagiustinai ingår i släktet Scaphoideus och familjen dvärgstritar. Inga underarter finns listade i Catalogue of Life.